# لورانس لوبوف
لورانس لوبوف (بالإنجليزية: Laurence Leboeuf)‏ (و. 1985  م) هي ممثلة أفلام كندية، ولدت في مونتريال.
.

## وصلات خارجية
- لورانس لوبوف على موقع IMDb (الإنجليزية)
- لورانس لوبوف على موقع ميتاكريتيك (الإنجليزية)
- لورانس لوبوف على موقع روتن توميتوز (الإنجليزية)
- لورانس لوبوف على موقع ألو سيني (الفرنسية)
- لورانس لوبوف على موقع أول موفي (الإنجليزية)
- لورانس لوبوف على موقع قاعدة بيانات الفيلم (الإنجليزية)
- لورانس لوبوف على موقع كينوبويسك (الروسية)